# Пустомитівський деканат УГКЦ
Пустомитівський деканат (протопресвітеріат) УГКЦ — релігійна структура Львівської архиєпархії УГКЦ. 

## Опис

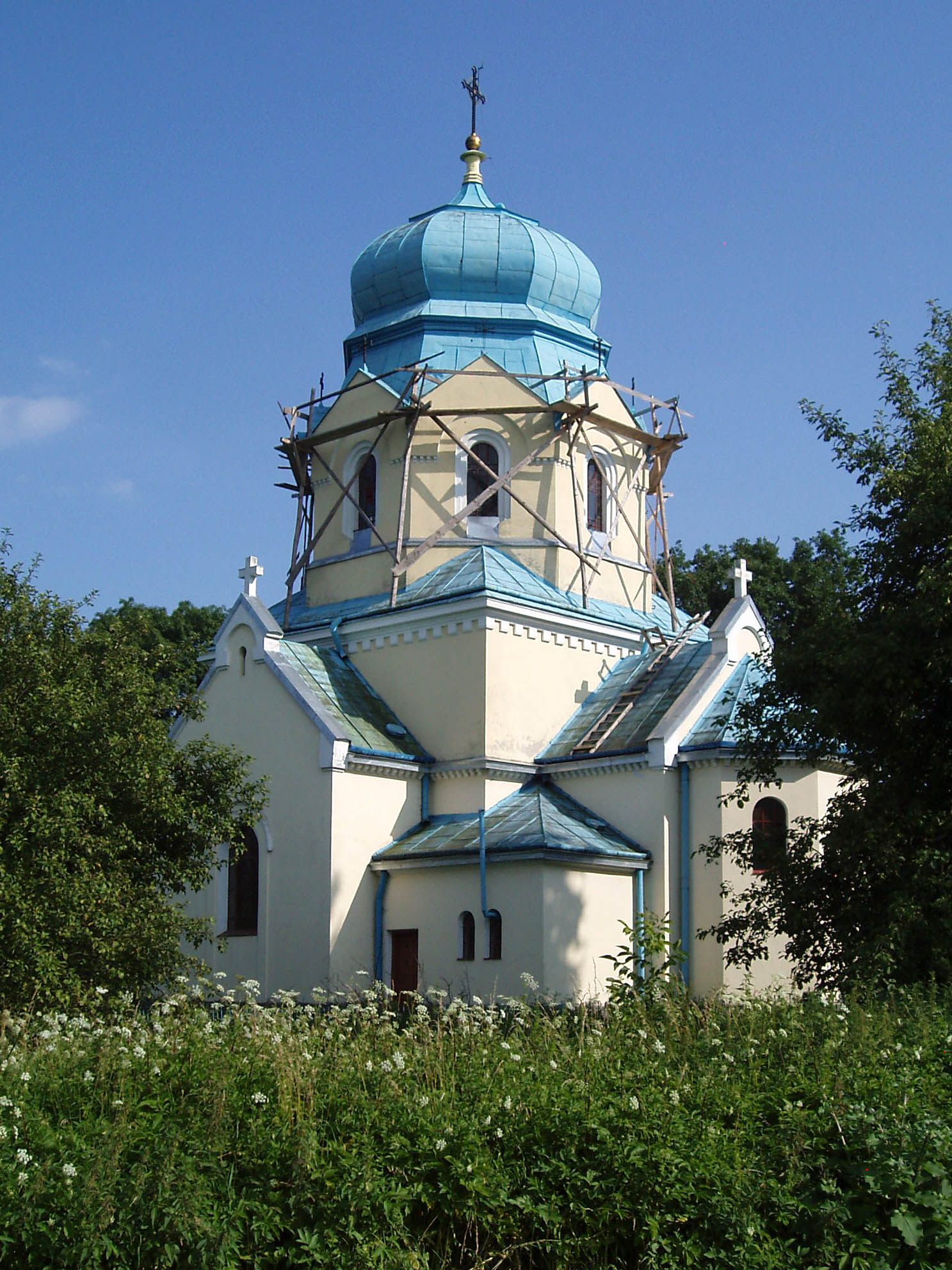
Церква Успіння Пресвятої Богородиці в с. Гуменець

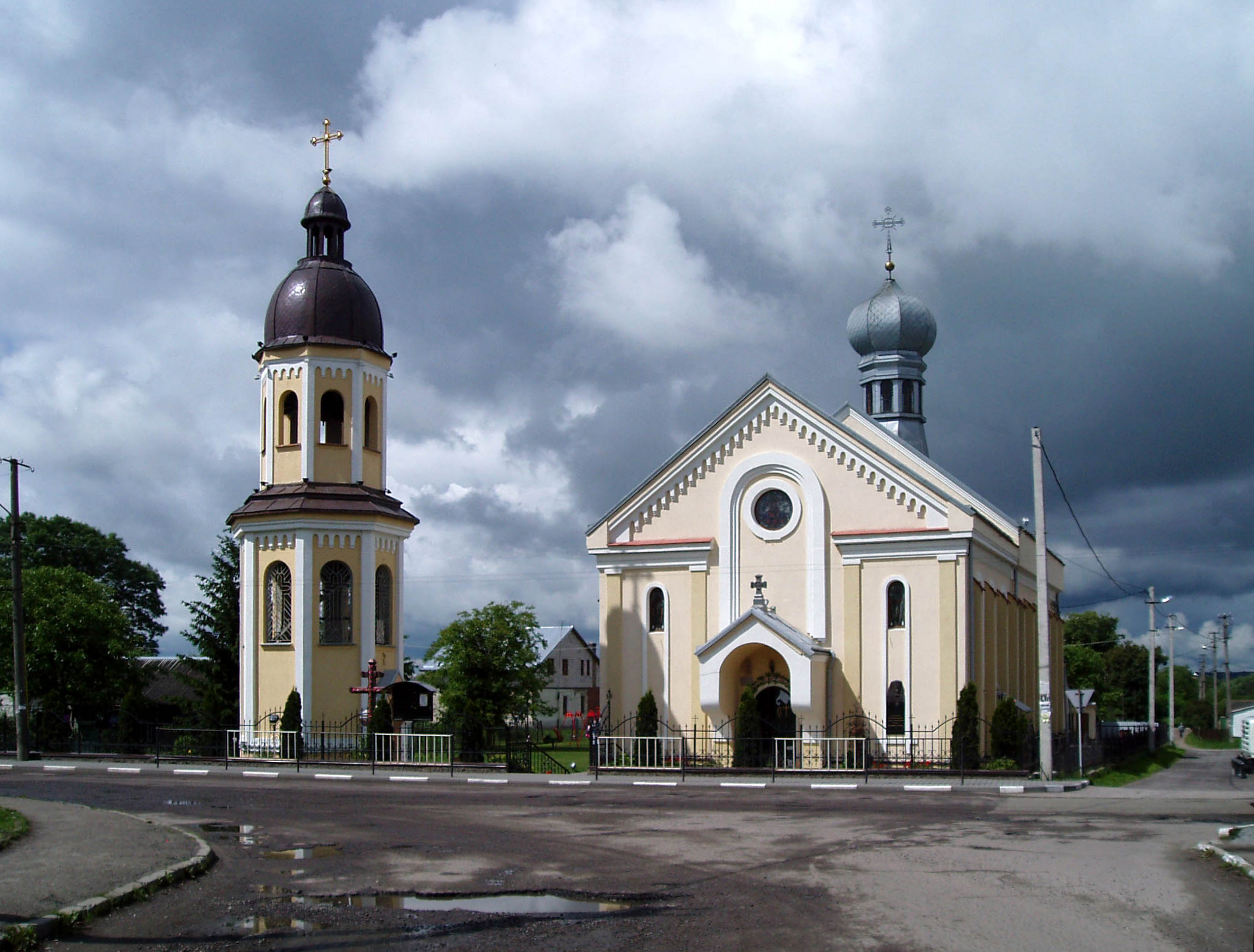
Церква Успіння Пресвятої Богородиці в Пустомитах

Заснований Пустомитівський деканат у 2000 році. Охоплює більшу частину Пустомитівського району (частина греко-католицьких парафій району належить до Винниківського деканату). Найбільша за кількістю церков релігійна організація Пустомитівського району. Протопресвітер (декан) — отець Юрій Чудяк.

## Парафії
- Гуменець, 81160, Парафія Успіння Пресвятої Богородиці, церква мурована, зб. 1913
- Деревач, 81164, Парафія свв. Володимира і Ольги, церква цегляна, зб. 1993
- Дмитре, 81174, Парафія св. влкмч. Димитрія, церква цегляна, зб. 1899
- Липники, 81134, Парафія свв. апп. Петра і Павла, церква цегляна, зб. 1998
- Милошовичі, 81162, Парафія Стрітення Господа Нашого Ісуса Христа, церква цегляна, зб. 1820
- Містки, 81119, Парафія Покрови Пресвятої Богородиці, церква цегляна, зб. 1870
- Никонковичі, 81170, Парафія Чуда св. Архистратига Михаїла, церква цегляна, зб. 1872
- Новосілка, 81164, Парафія Положення Ризи Пресвятої Богородиці, церква цегляна, зб. 1997
- Підтемне, 81164, Парафія Різдва Пресвятої Богородиці, церква дерев'яна, зб. 1900
- Піски, 81163, Парафія Різдва Пресвятої Богородиці, каплиця металева, зб. 1994
- Попеляни, 81176, Парафія Воздвиження Чесного і Животворящого Хреста Господнього, церква дерев'яна, зб. 1835, також є церква мурована, зб. 2013
- Поршна, 81133, Парафія Покрови Пресвятої Богородиці, церква кам'яна, зб. 1925, також є каплиця св. Антонія Падевського (дерев'яна, зб. ХІХ ст.)
- Пустомити, 81100 (Глинна), Парафія Зіслання Святого Духа, церква цегляна, зб. 2005
- Пустомити, 81100, Парафія Успіння Пресвятої Богородиці, церква цегляна, зб. 1908, також є церква свв. Косми і Дам'яна (дерев'яна, зб. 2016)
- Пустомити, 81100 (Лісневичі), Парафія прп. Симеона Стовпника, церква дерев'яна, зб. 1813, вул. Дрогобицька 15
- Раковець, 81164, Парафія Покрови Пресвятої Богородиці, церква дерев'яна, зб. 1904
- Семенівка, 81162, Парафія св. Архистратига Михаїла, церква дерев'яна, зб. в XVII ст.
- Сердиця, 81160, Парафія св. свщмч. Йосафата, церква цегляна, зб. 1905
- Соколівка, 81171, Парафія свв. Бориса і Гліба, церква цегляна, зб. 2015
- Сороки, 81171, Парафія свв. безср. Косми і Дам'яна, церква цегляна, зб. 1804
- Хоросно, 81164, Парафія Преображення Господа Нашого Ісуса Христа, церква цегляна, зб. 2010, вул. Центральна 9б
- Черкаси, 81176, Парафія св. влкмч. Юрія, церква цегляна, зб. 1995
- Щирець, 81161, Парафія Пресвятої Тройці, церква кам'яна, зб. 1650, вул. П. Адермаха, 1